# Tatum O'Neal
Tatum Beatrice O'Neal (5. november 1963) er en amerikansk skuespiller og forfatter. Hun er den yngste person nogensinde til at vinde en Oscar med nomineringer, hvilket hun gjorde i 1974 i en alder af 10 for sin præstation som Addie Loggins i Paper Moon over for sin far, Ryan O'Neal. Hun medvirkede også i Op med humøret, drenge i 1976, efterfulgt af Happy days - Hurra for filmen og Små jomfruer i 1980. Hun er desuden kendt for at være Michael Jacksons første kæreste.
I 1986 giftede O'Neal sig med tennisspilleren John McEnroe, med hvem hun fik tre børn. Parret blev separeret i 1992 og skilt i 1994.

## Opvækst
O'Neal blev født i Westwood-området, Los Angeles, Californien af skuespillerne Ryan O'Neal (født 1941) og Joanna Moore (1934-1997). Hendes bror, Griffin, blev født i 1964. I 1967 blev forældrene skilt, og hendes far blev gift igen. Farens ægteskab med skuespilleren Leigh Taylor-Young resulterede i, at Tatum O'Neal fik halvbroderen Patrick, men ægteskabet endte i skilsmisse i 1973. Tatum har en anden halvbror, Redmond, fra Ryan O'Neals forhold til skuespilleren Farrah Fawcett. O'Neals mor døde af lungekræft i 1997 i en alder af 63 efter en karriere, hvor hun optrådte i film som Skøgernes hus og Drøm med mig!.

## Tidlig karriere
Den 2. april 1974 vandt Tatum O'Neal i en alder af 10 år en Oscar for bedste kvindelige birolle og Golden Globe Award for New Star Of The Year for sin præstation i Paper Moon, udsendt i maj 1973. Som den yngste nogensinde, der vandt en Oscar med nomineringer, hun fyldte 9 år under optagelserne i efteråret 1972,  fik O'Neal prisen for rollen som Addie Loggins, en børnefupmager, der undervises af en plattenslager under depressionen; plattenslageren spilles af hendes far, Ryan. Under sit besøg i RuPauls Drag Race i 2010 fortalte O'Neal, at hendes far ikke havde deltaget i Oscar-ceremonien, hvor hun vandt, på grund af en fyldt kalender.
O'Neal medvirkede også i film som Op med humøret, drenge med Walter Matthau, Det store spring med Christopher Plummer og Anthony Hopkins, Små jomfruer med Kristy McNichol, Happy days - Hurra for filmen med sin far Ryan og i Circle of Two med Richard Burton. Hun spillede titelrollen i Faerie Tale Theatre-episoden "Guldlok og de tre bjørne".

## Sen karriere
Hun optrådte blot i fem film i næste 15 år, herunder i Basquiat fra 1996, som Cynthia Kruger.
I begyndelsen af 2000'erne vendte O'Neal tilbage med gæsteroller på Sex and the City, Family Guy og Law & Order. Fra 2005 har O'Neal jævnligt spillet rollen som Maggie Gavin i dramaserien Rescue Me, der skildrer den ustabile og livlige søster til Tommy Gavin, spillet af Denis Leary.
I januar 2006 medvirkede hun i anden sæson af ABCs reality-serie Dancing with the Stars (amerikanske udgave af Vild med dans) med denprofessionel partner Nick Kosovich. De blev elimineret i anden runde. Hun fortsatte dog med at lave kommentarer til udsendelserne for Entertainment Tonight.
Fra 2006 til 2007 spillede hun den hævngerrig og psykotiske Blythe Hunter i My Networks tv-drama Wicked Wicked Games. Hun spiller over for Nashawn Kearse og Vanessa L. Williams i filmen My Brother.

## Privatliv

### Familie og forhold
En af O'Neals første kendte kærester var popstjernen Michael Jackson, som hun gik ud med i slutningen af 1970'erne. Jackson beskrev O'Neal som sin første kærlighed og sagde i et interview i 2002 med Martin Bashir, at O'Neal forsøgte at forføre ham, men han var bange for ideen om sex. O'Neal nægtede voldsomt alle Jacksons påstande i sin selvbiografi.
O'Neal's forhold til tennisspiller John McEnroe begyndte i 1984, da hun flyttede ind i sin Central Park West ejerlejlighed i New York City. De giftede sig i 1986  og fik tre børn sammen: Kevin, Sean og Emily. De blev separeret i 1992 og skilt i 1994. Efter skilsmissen fik O'Neal narkotikaproblemer og blev afhængig af heroin. Som følge heraf opnåede McEnroe forældremyndigheden over deres børn i 1998.
I 2011 begyndte O'Neal og hendes far Ryan at genoptage deres forhold, der havde været afbrudt i 25 år. Deres genforening og forsoningsproces blev fulgt i den kortvarige Oprah Winfrey Network-serie Ryan & Tatum: The O'Neals.   I 2015 sagde hun, at hun var begyndt at date kvinder, men ville ikke at identificere sig som hverken lesbisk eller heteroseksuel og sagde: "Jeg er hverken det ene eller det andet."

### Anholdelse
Den 1. juni 2008 blev hun anholdt for at købe crack (kokain) i nærheden af sin Manhattan-lejlighed. Da politiet visiterede hende, fandt de angiveligt to poser med stoffer - en med crack, en med pulverkokain og et ubrugt crackrør. Hun blev anklaget for besiddelse af narko. Myndigheder løslod hende uden kaution. Den 2. juli 2008 erklærede O'Neal sig skyldig i uanstændig opførelse i forbindelse med arrestationen og accepterede at tilbringe to døgn på et afvænningsprogram.

### Selvbiografiske påstande
I sin selvbiografi fra 2005, A Paper Life, påstod O'Neal, at hun blev forulempet af sin fars narkopusher, da hun var 12 år. Hun hævder også at være blevet fysisk og følelsesmæssigt misbrugt af sin far, hvilket hun i stor udstrækning tilskriver hans brug af stoffer. Hun beskrev også i detaljer sin egen heroinafhængighed og dens virkninger på sit forhold til sine børn. Hendes far, Ryan, benægtede påstandene. I en forberedt udtalelse sagde Ryan O'Neal: "Det er en trist dag, når ondsindede løgne bliver fortalt for at blive 'best-seller-forfatter."
I 2011 skrev O'Neal en ny samling erindringer med titlen Found: A Daughter's Journey Home, der handlede om hendes stormfulde forhold til hendes far, hendes kortvarige ægteskab med John McEnroe og hendes nylige narkotika-anholdelse.

## Filmografi

### Film
| År   | Titel                                   | Rolle             | Noter |
| ---- | --------------------------------------- | ----------------- | --- |
| 1973 | Paper Moon                              | Addie Loggins     | Academy Award for Best Supporting Actress David di Donatello Award for Best Foreign Actress (lige med Barbra Streisand for Vore bedste år) Golden Globe Award for New Star Of The Year – Actress Nomineret – Golden Globe Award for Best Actress – Motion Picture Musical or Comedy |
| 1976 | Op med humøret, drenge                  | Amanda Whurlitzer | |
| 1976 | Happy days - Hurra for filmen           | Alice Forsyte     | |
| 1978 | Det store spring                        | Sarah Brown       | |
| 1980 | Circle of Two                           | Sarah Norton      | |
| 1980 | Små jomfruer                            | Ferris Whitney    | |
| 1981 | Prisoners                               | Christie          | Ikke udgivet |
| 1985 | Piger på flugt                          | Scarlet           | |
| 1992 | Little Noises                           | Stella            | |
| 1996 | Basquiat                                | Cynthia Kruger    | |
| 2002 | The Scoundrel's Wife                    | Camille Picou     | US video title: The Home Front San Diego Film Festival Award for Best Actress |
| 2003 | The Technical Writer                    | Slim              | |
| 2006 | My Brother                              | Erica             | |
| 2008 | Saving Grace B. Jones                   | Grace B. Jones    | |
| 2008 | Fab Five: The Texas Cheerleader Scandal | Lorene Tippit     | |
| 2010 | The Runaways                            | Marie Harmon      | |
| 2010 | Last Will                               | Hayden Emery      | |
| 2010 | Sweet Lorraine                          | Lorraine Bebee    | |
| 2010 | Mr. Sophistication                      | Kim Waters        | |
| 2015 | She's Funny That Way                    | Tjener            | Cameo |

### TV
| År        | Titel                                          | Rolle           | Noter                                                     |
| --------- | ---------------------------------------------- | --------------- | --------------------------------------------------------- |
| 1984      | Faerie Tale Theatre                            | Guldlok         | Episode: "Guldlok og de tre bjørne"                       |
| 1989      | CBS Schoolbreak Special                        | Kim             | Episode: "15 and Getting Straight"                        |
| 1993      | Woman on the Run: The Lawrencia Bembenek Story | Laurie Bembenek |                                                           |
| 2003      | Sex and the City                               | Kyra            | Episode: "A Woman's Right to Shoes"                       |
| 2004      | 8 Simple Rules                                 | Ms. McKenna     | Episode: "Opposites Attract: Part 3: Night of the Locust" |
| 2004      | Law & Order: Criminal Intent                   | Kelly Garnett   | Episode: "Semi-Detached"                                  |
| 2005      | Ultimate Film Fanatic                          | Dommer          |                                                           |
| 2005–2011 | Rescue Me                                      | Maggie          |                                                           |
| 2006      | Dancing with the Stars                         | Sig selv        | 5 episoder                                                |
| 2006      | Wicked Wicked Games                            | Blythe Hunter   | 51 episoder                                               |
| 2010      | RuPaul's Drag Race                             | Sig selv        | Episode: "The Diva Awards"                                |
| 2011      | Ryan and Tatum: The O'Neals                    | Sig selv        |                                                           |
| 2015      | Hell's Kitchen                                 | Sig selv        | Episode: "6 Chefs Compete"                                |
| 2017      | Criminal Minds                                 | Miranda White   | Episode: "Assistance Is Futile"                           |